# Fagersta (gemeente)
Fagersta is een Zweedse gemeente in Västmanland. De gemeente behoort tot de provincie Västmanlands län. Ze heeft een totale oppervlakte van 312,1 km² en telde 12.231 inwoners in 2004.

## Plaatsen
- Fagersta (stad)
- Ängelsberg
- Hedkärra
- Brandbo

## Politiek
Fagersta is bekend vanwege de grote aanhang, die de Linkse Partij van Zweden in de gemeente heeft. Tijdens de gemeenteraadsverkiezingen in 2006 haalde deze partij 58,3% van de stemmen. Dit was de beste uitslag voor deze partij tijdens de gemeenteraadsverkiezingen in heel Zweden. Fagersta is de enige gemeente in Zweden waar een voormalig communistische partij een meerderheid heeft. Het succes van de Linkse Partij in deze gemeente wordt vooral toegeschreven aan de populaire lokale voorzitter van deze partij Stig Henriksson.

### Zetelverdeling in de gemeenteraad.
- Linkse Partij van Zweden - 21 zetels (meerderheid)
- Sociaaldemocraten van Zweden – 8 zetels
- Gematigde Partij van Zweden – 3 zetels
- Liberale Volkspartij van Zweden – 1 zetel
- Centrumpartij – 1 zetel
- Christendemocraten van Zweden – 1 zetel